# Relaciones Guinea-Bisáu-Portugal
Las relaciones Guinea-Bisáu-Portugal son relaciones exteriores entre Guinea-Bisáu y Portugal. Ambas naciones son miembros de la Comunidad de Países de Lengua Portuguesa y de Naciones Unidas.

## Historia
En 1446, los primeros marineros portugueses llegaron a lo que ahora es Guinea-Bissau en busca de oro. El territorio posteriormente se administró como parte de las islas Cabo Verde portugués antes de separarse y llamarse Guinea portuguesa. La Guinea portuguesa se convirtió en un puesto importante en el comercio atlántico de esclavos, particularmente en Brasil. En 1879, Guinea-Bissau se convierte en una colonia separada dentro del Imperio portugués.
En 1956, Amílcar Cabral creó el Partido Africano para la Independencia de Guinea y Cabo Verde (PAIGC), luchando contra el colonialismo y comenzando una marcha por la independencia. En 1963, la guerra de Independencia de Guinea-Bisáu estalló hasta 1974. La guerra terminó cuando Portugal, después de la Revolución de los Claveles de 1974, otorgó la independencia a Guinea-Bisáu el 10 de septiembre de 1974.
Desde la independencia, las relaciones entre Guinea-Bissau y Portugal se han mantenido fuertes. Hay muchas similitudes culturales entre ambas naciones. También se han realizado varias visitas de alto nivel entre líderes de ambas naciones y ambos países trabajan en estrecha colaboración dentro de la Comunidad de Países de Lengua Portuguesa.

## Transporte
Hay vuelos directos entre ambas naciones con EuroAtlantic Airways y TAP Air Portugal.

## Comercio
En 2017, el comercio entre ambas naciones ascendió a 90 millones de euros. Portugal es uno de los mayores socios comerciales de Guinea-Bissau.

## Misiones diplomáticas residentes
- Guinea-Bisáu tiene una embajada en Lisboa y un consulado-general en Albufeira.[3]
- Portugal tiene una embajada en Bisáu.[4]

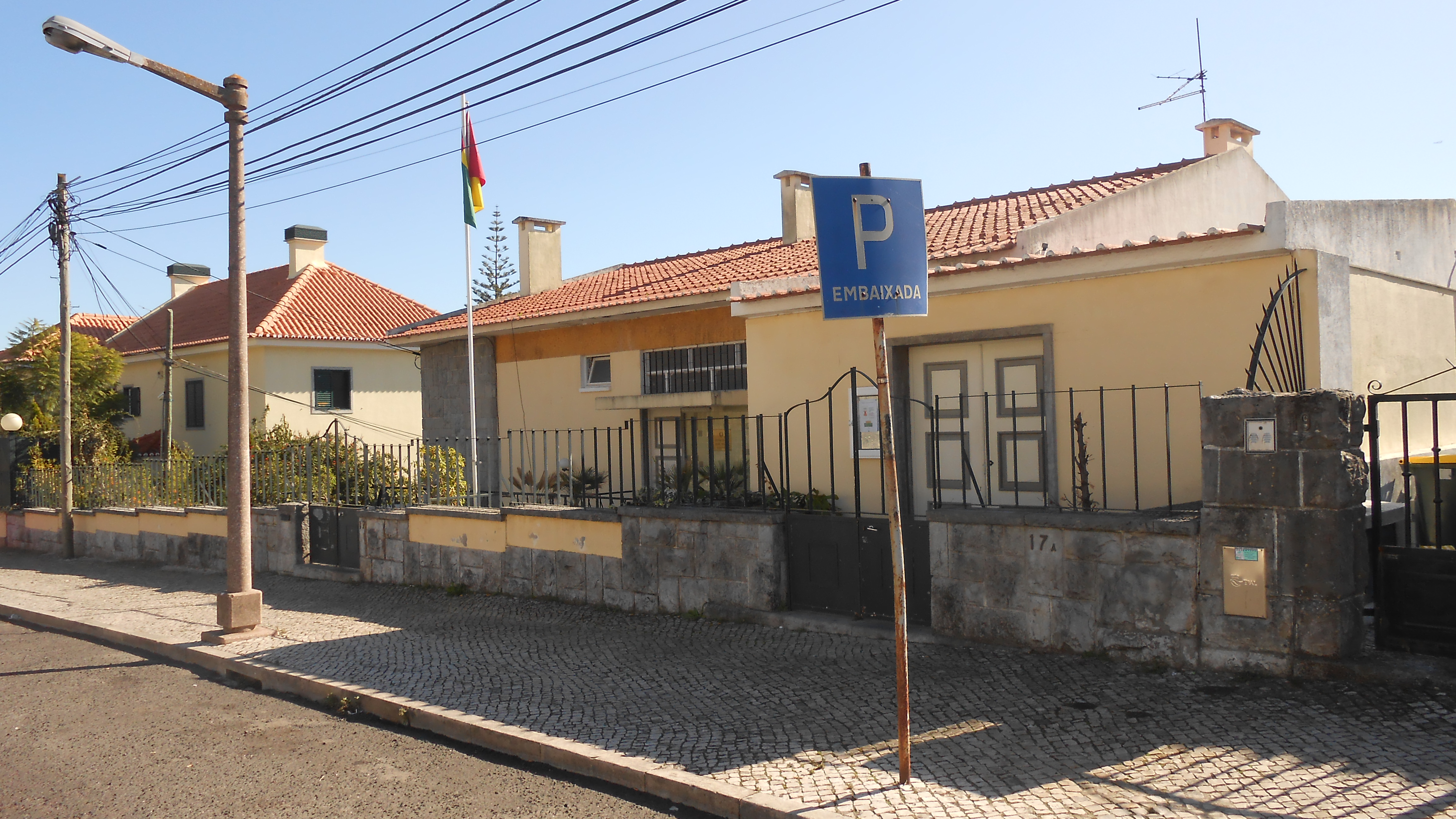
Embajada de Guinea-Bisáu en Lisboa
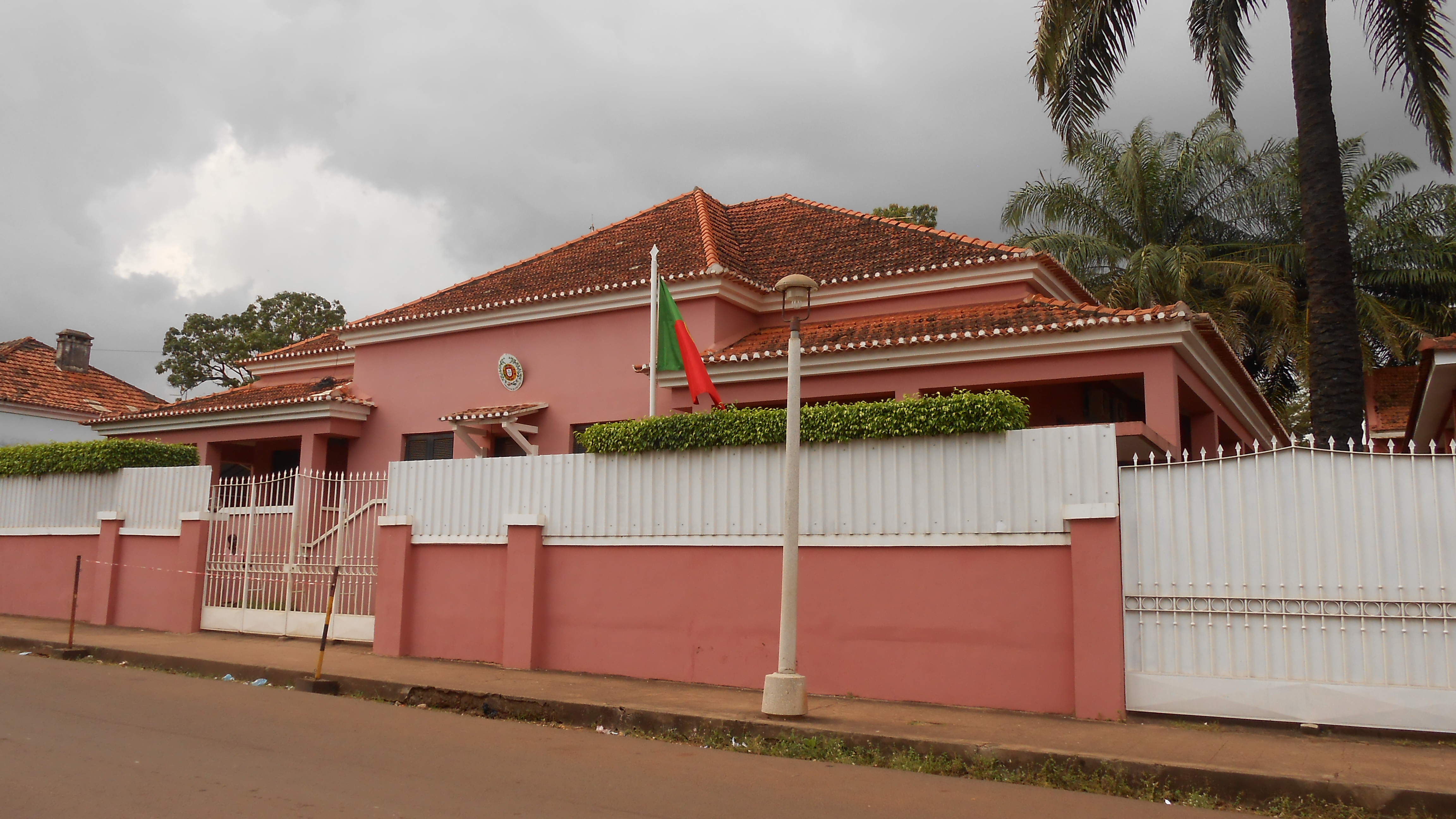
Embajada de Portugal en Bisáu